# Жан Руо
 Жан Руо (фр. Jean Rouaud; нар. 13 грудня 1952, Камбон, департамент Атлантична Луара) — французький письменник.

## З біографії
Народився 13 грудня 1952 року в містечку Камбон (Атлантична Луара). З 1962 по 19689 роки навчався в католицькому ліцеї Святого Людовика в Сен-Назері. Навчався на філологічному факультеті Нантського університету. Після навчання перепробував багато місць роботи, від бензоколонки до книгарні медичної літератури. З 1978 року працював журналістом у провінційному виданні «Пресс-Осеан» (Сен-Назер). Згодом Руо переїхав до Парижа, де працював спершу в книгарні, а потім у газетному кіоску. 1988 року Руо познайомився з Жеромом Лендоном, директором видавництва «Мінюї», яке невдовзі стало його основним видавництвом.
1993 року за перший роман «Поля слави» (1990) був удостоєний Гонкурівської премії. У 1990-і роки йому вдалося залишити роботу кіоскера й зайнятися виключно літературою. 2001 року Руо перейшов до видавництва Галлімар. 2004 року нагороджений Премією Андре Жіда за есе «Дезінкарнація» (La désincarnation).
Живе і працює в своєму рідному містечку Камбон. Відомий своїми сімейними романами, автобіографічного походження.

## Вибрані твори
- 1990 Les Champs d'honneur, Éd. de Minuit, 1990.
- 1993 Des Hommes illustres, Éd. de Minuit
- 1996 Le Monde à peu près ' ', Éd. de Minuit, ISBN 2-7073-1563-X
- 1997 Les Très Riches Heures, Éd. de Minuit — (театр)
- 1998 Le Paléo-circus, éd. Flohic
- 1998 Pour vos cadeaux, Éd. de Minuit
- 1999 Sur la scène comme au ciel, Éd. de Minuit
- 2001 La Désincarnation, éd. Gallimard
- 2005 Les Champs d'honneur, éd. Casterman — (комікс)
- 2007 Préhistoires, éd. Gallimard, 101 pages. Une préhistoire revisitée sur le thème sur la genèse de l'art pariétal.
- 2009 Souvenirs de mon oncle, éd. Naïve, 43 pp. Revisite du film de Jacques Tati
- 2009 La Femme promise, éd. Gallimard
- 2011 Comment Gagner Sa Vie Honnêtement (la Vie Poétique, 1) , Éd. Gallimard
- Les Corps infinis, Actes-Sud. Texte sur des peintures de Pierre-Marie Brisson., Éd. Gallimard

## Переклади українською мовою
- Вам у дар [Архівовано 5 травня 2017 у Wayback Machine.] / Ж. Руо ; пер. А. Перепадя. - Л. : ВНТЛ-Класика, 2003. - 106 с. - (Сучасна проза). - ISBN 966-7493-41-5